# Адрієн Планте
Адрієн Планте (фр. Adrien Planté, 25 квітня 1985, Лонжумо, Франція ) - французький міжнароднийрегбіст. Зазвичай грає на позицій крило.

## Біографія
Уже з раннього віку Адрієн почав грати в регбі. Спочатку він практикувався в клубі ЖС-Ельн (фр. JSI-Elne), а потім перейшов до Перпіньян.
У 2007 році, після того, як пройшов його річний контракт з клубом Нарбонн, Адрієн ввійшов до складу професійного клубу Перпіньян. Клуб у 2009 році вже змагався у чемпіонаті Франції (Топ 14) і його команда в тому ж самого році здобула Шит Бреннуса. На жаль, Адрієн отримав серйозну травму: перелом малої гомілки та в 24-й день чемпіонату в матчі проти команди Клермон і не зміг грати у фіналі. У наступному сезоні, через контрактури підколінного сухожилля він не мав змогу загравти в півфіналі проти Тулузи. Проте, він заграв у наступному фіналі проти команди Клермон (програна).
У 2011 році Адрієн Планте був обраний Барбаріанс Франс (Французькі Варвари) і розіграв разом з ними матч проти збірної Аргентини (Пуми). Варвари програли цю зустріч з рахунком 23:19.
У 2013 році він був обраний в перший раз збірною Франції, якої тренером тоді був Філіп Сент-Андре. Адрієна запрощено зіграти разом із іншими представниками Франції у 2013 Літньому Турі в південній півкулі в Новії Зеландії. В першій половині завдяки його умілій грі збірна здобула перевагу над суперником, проте у другій половині Ол Блекс вирівняли рахунок. У 2013 році Адрієн став членом команди Рейсінг 92, а у 2015 перейшов до АСМ Клермон.

## Спортивні клуби
- ЖС-Ельн (фр. JSI-Elne)
- Перпіньян
- 2006—2007: Нарбонн
- 2007—2013: Перпіньян
- 2013—2015: АСМ Клермон Овернь
- 2015— : АСМ Клермон Овернь

## Досягнення
Чемпіонат Франції:
- Чемпіон: 2009
- Фіналіст: 2010

## Міжнародна кар'єра
- Регбі-7
- 2011: Барбаріанс Франс
- 2013: Збірна Франції з регбі